# Estornell de les Tanimbar
L'estornell de les Tanimbar (Aplonis crassa) és un ocell de la família dels estúrnids (Sturnidae). El seu estat de conservació es considera gairebé amenaçat.

## Hàbitat i distribució
Habita els boscos de les illes Tanimbar.